# Proscalops
Il proscalope (gen. Proscalops) è un mammifero insettivoro estinto, appartenente agli eulipotifli. Visse tra l'Oligocene inferiore e il Miocene inferiore (circa 33 - 18 milioni di anni fa) e i suoi resti fossili sono stati ritrovati in Nordamerica.

## Descrizione
È probabile che l'aspetto e le dimensioni di questo animale fossero abbastanza simili a quelli di una talpa attuale. Il cranio di Proscalops era molto specializzato: era caratterizzato dal rigonfiamento della regione occipitale, in particolare nel senso della larghezza, e in questo mostrava un parallelismo con le talpe dorate africane (Chrysochloridae). Il muso era appiattito e diminuiva regolarmente d'altezza verso l'avanti, per terminare in una piccola espansione laterale dei premascellari. Il primo incisivo superiore era molto grande e trasversale; il secondo incisivo, il canino e i primi tre premolari erano piccoli e poco differenziati. Il quarto premolare superiore era triangolare, trasversale e dotato di un tallone interno sviluppato, con una cuspide di grandi dimensioni. I molari superiori, di tipo dilambdodonte, avevano corona bassa e un ipocono poco sviluppato. La mandibola era dotata di apofisi coronoide triangolare di grandi dimensioni ma bassa; l'apofisi angolare era affilata. Il terzo e il quarto premolare e il terzo molare inferiore erano ridotti. I primi due molari invece erano dotati di trigonide basso con un forte protoconide più sviluppato delle due cuspidi interne (paraconide e metaconide). Il talonide era elevato e di grosse dimensioni. 

## Classificazione
Il genere Proscalops venne descritto per la prima volta nel 1901 da William Diller Matthew, sulla base di resti fossili ritrovati in Colorado in terreni dell'Oligocene; la specie tipo è Proscalops miocaenum. Altre specie attribuite a questo genere sono P. secundus, descritto sempre da Matthew e proveniente dal Miocene, P. brevidens e P. tertius dell'Oligocene, P. intermedius e P. evelynae, tutte provenienti dal Nordamerica. Studi successivi hanno indicato che queste specie potrebbero rappresentare un insieme parafiletico di forme, la più derivata delle quali sarebbe la specie tipo, P. miocaenum. 
Proscalops è stato inizialmente considerato una forma arcaica di mammiferi insettivori talpidi, e venne classificato nella sottofamiglia Scalopinae. In seguito venne istituita una famiglia a sé stante (Proscalopinae), elevata a rango poi a rango di famiglia (Proscalopidae) e considerata il sister group delle vere talpe. 